# 비넨덴 학교 총기 난사 사건

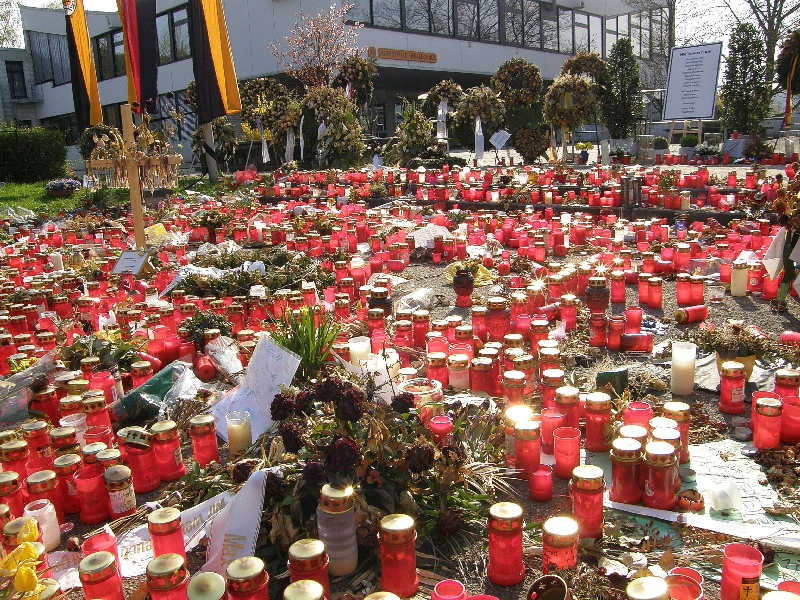

빈넨덴 학교 총기 난사 사건(Winnenden school shooting)은 2009년 3월 11일 독일의 빈넨덴 고등학교에서 일어난 총격 사건이다. 확인된 바로는 16명이 사망했으며 졸업생이었던 팀 크레치머가 장본인이었다. 총격 사건 중 그는 사망했다.

## 총기 난사
무장한 용의자는 현지 시간 9시 30분에 알베르빌레 레알슐레 학교에 잠입해 기관총을 마구 쐈다. 목격자들은 범인이 무차별적으로 교실과 복도에 대고 총을 쏴댔다고 진술했다. 영국의 BBC 방송국은 범인이 교실마다 돌아다니면서 총을 맞은 희생자들의 머리를 다시 한 번 확인사살했다고 밝혔다. 이는 무차별적인 것만은 아닌 것을 알리는 신호이기도 하다고 지적했다.
9명의 학생, 2명의 여자 선생님, 1명의 학생담당 선생님이 사망했다. 14-15세의 학생들이었으며 8명이 여성이었다.
9시 33분 신고 전화가 접수되고 3명의 경찰관이 2분 뒤 학교로 들어갔으며 그들에게 총을 쏘며 안쪽 건물로 뛰어 들어갔다.

### 도주와 빈넨덴 총기 난사
용의자가 학교를 넘어 도주하면서 인근의 정신상담센터의 정원사를 쐈다.
수십명의 경찰 병력이 동원돼 학교 인근을 살폈으며 빈넨덴 주위를 위해 합동 수색 작전을 살폈으나 처음에는 실패했다.
12시 4분 빈넨덴 인근의 한 자동차가 납치 당해 40km 떨어진 벤들링겐으로 향했다. 인근에 도착하자 그는 뛰어 도망쳤으며 운전자는 경찰에 바로 신고했다. 바로 용의자는 한 자동차용품점에 들어가 점원과 고객 한 명을 죽였다. 12시 30분에 경찰 병력이 다시 오면서 난사 사건이 시작됐다. 2명의 경찰관이 상해를 입었고 그 후 용의자는 자살했다.

## 대응
독일의 호르스트 쾰러 대통령은 이번 사건에 대해 강력한 유감과 놀라움을 표명했다. 대통령 부부는 조의를 표했다. 앙겔라 메르켈 총리는 "이루 말로 표현할 수 없다"며 사건에 대한 입장을 전했다. 그녀는 몇 초 만에 수많은 교사와 학생이 죽었다는 사실이 믿기지 않는다며 기자 간담회에서 밝혔다.
유럽 의회는 사망자를 추도하기 위해 전 직원이 몇 분간 추도 의식을 가졌으며 빈넨덴에서 저녁 8시에 열린 교회 예배는 모든 종교를 막론하고 추도 의식이 거행됐다. 이번 총기 사건은 최악의 총기 사건으로 남게 됐다.

## 같이 보기
- 2016년 뮌헨 총기 난사 사건